# Papilionanthe Miss Joaquim
Papilionanthe Miss Joaquim, cunoscută și sub numele de Vanda Miss Joaquim, Orhideea Singapore și Orhideea Prințesei Aloha și incorect ca Vanda „Miss Agnes Joaquim”, este un hibrid de orhidee și totodată floarea națională a Singapore. Datorită rezistenței sale și a faptului că înflorește pe tot parcursul anului, a fost aleasă pe 15 aprilie 1981 pentru a reprezenta cultura hibridă unică a statului Singapore.

## Istoric
Orhideea a fost cunoscută o perioadă lungă doar prin sinonimul său, Vanda Miss Joaquim. Ashkhen Hovakimian (Agnes Joaquim) a hibridizat această orhidee care acum îi poartă numele. A fost recunoscut ca hibrid nu numai de către expertul în orhidee Henry Ridley în 1893 și din nou în 1896, dar și de alți cultivatori contemporani de orhidee, precum și de reviste de orhidee, inclusiv Orchid Review. Lista completă de hibrizi de orhidee a lui Sander, care făcea distincție între hibrizi naturali și artificiali, a catalogat Vanda Miss Joaquim drept un hibrid artificial. Vanda Miss Joaquim este o încrucișare între orhideele Vanda teres birmană (acum numită Papilionanthe teres) și Vanda hookeriana malaeziană (acum numită Papilionanthe hookeriana). Nu se știa care dintre cele două specii a produs semințele și care a furnizat polenul. Hibridul i-a fost arătat lui Henry Ridley, directorul Grădinilor Botanice din Singapore. Ridley l-a examinat, l-a schițat și a trimis o descriere la Gardeners' Chronicle, scriind că: „În urmă cu câțiva ani, domnișoara Joaquim, o doamnă care locuiește în Singapore, cunoscută pentru succesul ei în horticultură, a reușit să hibridizeze Vanda hookeriana Rchb. f. și V. teres, două plante cultivate în aproape fiecare grădină din Singapore”.
Pe 15 aprilie 1981, ministrul culturii din Singapore, S. Dhanabalan, a proclamat specia ca fiind floarea națională din Singapore.
Secvențele de ADN din cloroplastul moștenit matern au fost utilizate pentru a determina că semințele provin de la P. teres var. andersonii și, prin excludere, polenul provine de la P. hookeriana.
Denumirea științifică începând cu 2019 este Papilionanthe Miss Joaquim, deoarece ambele specii-părinte fac acum parte din genul Papilionanthe.

## Caracteristici
Este o plantă cu înflorire liberă, iar fiecare inflorescență poate susține până la 12 muguri, din care de obicei înfloresc câte patru. Fiecare floare măsoară 5 cm lățime și 6 cm înălțime. Petalele sunt răsucite astfel încât suprafața din spate este orientată spre față, similar părinților săi. Cele două petale din partea superioară și sepala superioară sunt roz-violacee, în timp ce cele 2 sepale laterale din jumătatea inferioară sunt de culoare violet deschis. Petala mare, care arată ca un evantai, este de culoare violet-roz și se contopește într-un portocaliu aprins, pătat cu stropi fini cu centrul violet închis. Papilionanthe „Miss Joaquim” este o plantă robustă, iubitoare de soare, care necesită multă fertilizare, susținere verticală pentru a putea crește drept și înalt, un loc aerisit și umiditate ridicată. Începe să înflorească după ce tulpina sa ajunge la 40–50 cm deasupra suportului.